# گرستن
گرستن (به آلمانی: Gresten) یک منطقهٔ مسکونی در اتریش است که در ناحیه شایبس واقع شده‌است. گرستن ۳٫۸۲ کیلومتر مربع مساحت دارد ۴۰۷ متر بالاتر از سطح دریا واقع شده‌است.